# Гехт, Семён Григорьевич
Семён Григорьевич Гехт (при рождении Шу́лим Ге́ршевич Гехт; 6 [19] августа 1900, Одесса, Херсонская губерния, Российская империя — 10 июня 1963, Москва, СССР) — русский советский писатель, поэт и журналист, военный корреспондент. Принадлежал к «южно-русской» школе.
В одесской прессе 1920-х годов публиковался под именем Соломон Гехт, в официальных документах — Авраам Гершевич Гехт.

## Биография
В. (вопрос). Почему вы имеете два имени и отчества? 

О. (ответ). По старой еврейской традиции, если кто-либо из детей заболеет, ему дополнительно давалось новое имя. Таким образом, у меня с детства — два имени: Авраам и Семён. Герш — в переводе с еврейского — Григорий. Этим отчеством я и величался. А литературные произведения подписывал — Семён Гехт. Но в паспорте и по военному билету — Авраам Гершевич. 
Одесский исследователь Алёна Леонидовна Яворская, опираясь на записи в метрических книгах канцелярии одесского городского раввина, уточняет дату рождения Гехта — 6 августа 1900 года (по старому стилю), а имя при рождении Шулим Гершевич (Гершкович) Гехт.
Мать, Лея Гехт, умерла, когда он был ребёнком. В 1910 году отец, гайсинский мещанин Герш (Гершко) Лейбович Гехт (1852 — 23 марта 1917), вторично женился на Эстер Мордковне Тененбаум, и умер когда сыну было 17 лет. Воспитывался в семье старшего брата. У него были старшие братья Аврум (1897), Исаак (?—1942) и Наум, сестра Фаня.
Окончив 6 классов, продолжил обучение во втором казённом еврейском (свечном) училище на улице Пушкинской, № 26. Дебютировал шарадой в октябрьском номере журнала «Детство и отрочество» в 1912 году; в том же году его стихи были опубликованы ещё в двух номерах этого журнала. В 1916—1922 годах работал «мальчиком»-фальцовщиком, затем рассыльным, подсобным рабочим и наборщиком при типографии в экспедиции газеты «Одесские новости» на Екатерининской улице, № 8.
Начал активно публиковаться в 1922 году, поначалу писал стихи. С 1923 года, вместе с Ю. Олешей, М. Булгаковым, Ильфом и Паустовским, входил в штат сотрудников газеты «Гудок» (во время войны её военный корреспондент). В 1926 издательство «ЗиФ» выпустило книгу рассказов Шолом-Алейхема «Шестьдесят шесть» в переводе С. Гехта, в 1927 году в его переводе вышел второй том избранных сочинений Шолом-Алейхема «Мыльный пузырь», позднее продолжил переводить рассказы Шолом-Алейхема и Мопассана. В 1920—1930-е году опубликовал серию книг рассказов и повестей. В 1930-х годах также писал очерки для журнала «Наши достижения». Один из авторов книги «Беломорско-Балтийский канал имени Сталина» (1934). Регулярно печатался в московских журналах «Огонёк», «Прожектор», «На вахте», «Тридцать дней», «Красная новь», в 1920-е годы также в одесском журнале «Шквал» и берлинском журнале «Накануне». В 1937—1941 годах его статьи о новых книгах, рецензии на кинофильмы и театральные постановки публиковались в «Литературной
газете», был сотрудником критико-библиографического журнала «Литературное обозрение».
Во время Великой Отечественной войны был военным журналистом «Литературной газеты», потом военным корреспондентом газеты «Гудок», служил политруком. В мае 1944 арестован, осуждён на 8 лет за «антисоветскую агитацию». После освобождения 21 марта 1952 года поселился на станции Малоярославец в Калужской области, затем жил в Казахстане и Подмосковье. Реабилитирован в 1955 году. В последние годы жизни писал также для детей.
Умер 10 июня 1963 года в Москве. «Писательская жизнь Гехта была нелёгкой и чистой. Он не знал обеспеченности и сторонился бесплодных окололитературных страстей», писал в некрологе Паустовский. Похоронен на Введенском кладбище (28 уч.).

## Семья
Жена (с 1925 года) — Вера Михайловна Синякова (1896—1973), до 1924 года была замужем за Григорием Петниковым. Её сестра Ксения была замужем за поэтом Николаем Асеевым, в их семье Вера Синякова и жила после ареста Семёна Гехта в 1944 году. Другая сестра — Мария Синякова-Уречина, художница.

## Книги
- Круговая порука (Тюремная запись). — Самара: Изд. журнала «Сеятель правды», 1925. — 15 с.
- Шмаков и Пранайтис. Рассказы. — Москва: Библиотека «Огонёк» № 286, 1927. — 52 с.
- Штрафная рота: Повесть. — Харьков: Пролетарий, 1929. — 126 с.
- Человек, который забыл свою жизнь, 1930
- История переселенцев Будлеров, 1930
- Сын сапожника, 1931
- Ефим Калюжный из Смидовичей, 1931
- Весёлое отрочество, 1932
- Арина Гулькевич, 1932
- Мои последние встречи, 1933
- Пароход идёт в Яффу и обратно, 1936
- Поучительная история, 1939 (роман рассказывает об еврейском юноше, который становится инженером)
- У шлагбаума, 1939
- Будка Соловья, 1957
- Три плова, 1959
- В гостях у молодёжи. Воспоминания, 1960
- Долги сердца, 1963 (сборник рассказов посвящён теме розыска пропавших без вести солдат в послевоенный период)
- Простой рассказ о мертвецах и другие рассказы, Иерусалим, 1983
- Избранное // Сост., авт. вступ. ст., коммент. А. Л. Яворская. Одесса, 2008. — 432 с.
- Пароход идёт в Яффу и обратно (рассказы и повесть). М.: Текст, 2016. — 398 с.